# Aranyoslóna
Aranyoslóna (románul: Luna, németül Lohne) település a romániai Kolozs megyében, az azonos nevű község központja.

## Lakossága
1850-ben 2547 lakosából 1851 román, 411 magyar, 3 zsidó és 266 roma volt. 1992-ben a nemzetiségi összetétel a következőképpen alakult: 3564 román, 504 magyar és 307 roma.

## Közlekedés
Aranyoslónától nyugatra kb. 4 km-re katonai repülőtér található.
Aranyoslónán halad át az E60-as európai út, amelyen Aranyosgyéres felé haladva kb. félúton lehet felhajtani az Észak-erdélyi autópálya már elkészült, Kolozsvárt elkerülő (és Gyalunál az E60-as utat újból keresztező), 56 km-es szakaszára.